# Haploa harrisi
Haploa harrisi là một loài bướm đêm thuộc phân họ Arctiinae, họ Erebidae.